# Arc de Marc Aurèle (Tripoli)
Pour les articles homonymes, voir Arc de Marc Aurèle.

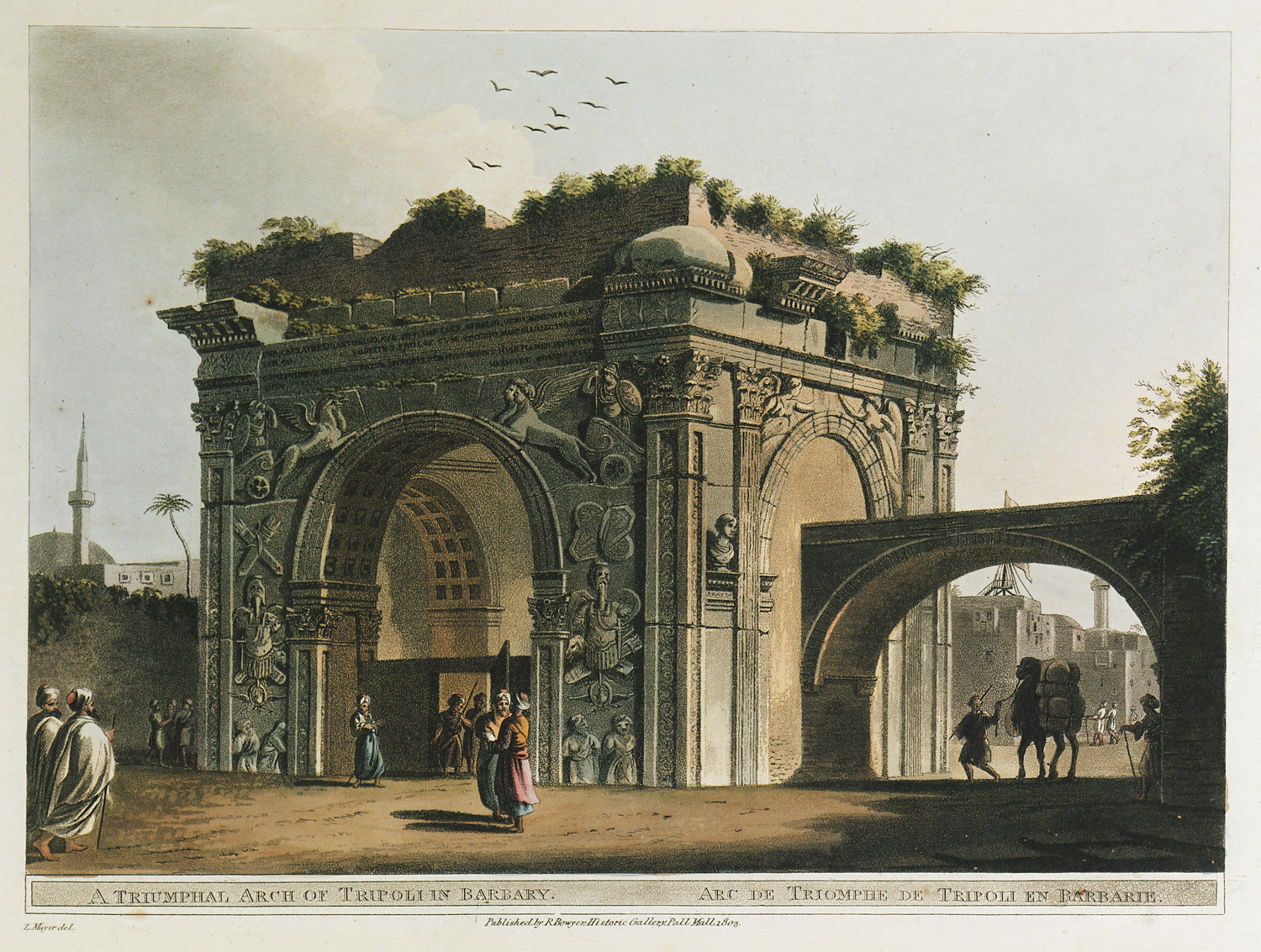
Façade nord de l'arc de Marc Aurèle de Tripoli, Luigi Mayer, 1803

L'Arc de Marc Aurèle (arabe : قوس ماركوس أوريليوس (Qaus Mārkūs Aurīliyūs)) est un arc de triomphe antique romain situé dans la ville d'Oea, aujourd'hui Tripoli, en Libye.

## Histoire
C'est une tétrapyle surmontée d'une coupole inhabituellement octogonale, érigée entièrement en marbre au carrefour des deux voies principales de l'antique Oea. Sa dédicace par Caius Calpurnius Celsus, duumvir quinquennal de la ville, indique qu'il commémore les victoires contre les Parthes dans la guerre romano-parthique de 161-166 menées par Lucius Aurelius Verus, frère adoptif de l'empereur Marc Aurèle.
Le monument a été érigé en 165 et ne peut être daté plus tardivement, car l'empereur y est référé par le titre Armenicus, mais pas avec ses titres Medicus et Parthicus, qui lui sont attribués en 166.
Durant la période islamique, le monument est décrit dans le récit de voyage de deux pèlerins, le Marocain Al-ʿAbdarī à la fin du XIIIe siècle et le Tunisien 'Al-Tiğānī en 1309. Al-ʿAbdarī s'est intéressé à la décoration sculptée et ses étonnants « lions ailés ». Il a laissé une description détaillée et précise des reliefs, sans toutefois en comprendre la signification.
'Al-Tiğānī a tenté de comprendre l'inscription de dédicace du monument, avec l'aide d'un interprète local. Celui-ci lui a affirmé que le monument était une église dont le donateur a appris l'avènement de l'Islam au moment de l'achèvement de la construction. 'Al-Tiğānī en a conclu que cette église avait été transformée en mosquée — destinations religieuses non confirmées par l'archéologie ultérieure —.
De façon plus certaine, l'arc a été muré et fermé sur ses quatre côtés, tour à tour utilisé comme dépôt de voiles et de cordages en relation avec le port, entrepôt, magasin et même comme bar et débit de boisson.  
Immédiatement après la conquête italienne au début du XXe siècle, l'arc est restauré par l'administration italienne dans sa forme antique, Florestano Di Fausto réhabilite la place autour de l'arc. Elle est très partiellement touchée pendant la Seconde Guerre mondiale.
En date de 2017, l'arc est très détérioré et nombre des détails manquent, ont été pillés ou détruits.

## Description
Les angles du tétrapyle sont orientées vers les quatre points cardinaux. La face nord-ouest de l'arc est la mieux conservée. En haut de son arche, de part et d'autre, l'empereur sur un char tiré par des sphinxes, lions ailés à tête d'aigle, fait face à Rome personnifiée également sur un char tiré par des sphinges. Au-dessous sur les montants, des trophées d'armes. 

Arc, face nord-ouest
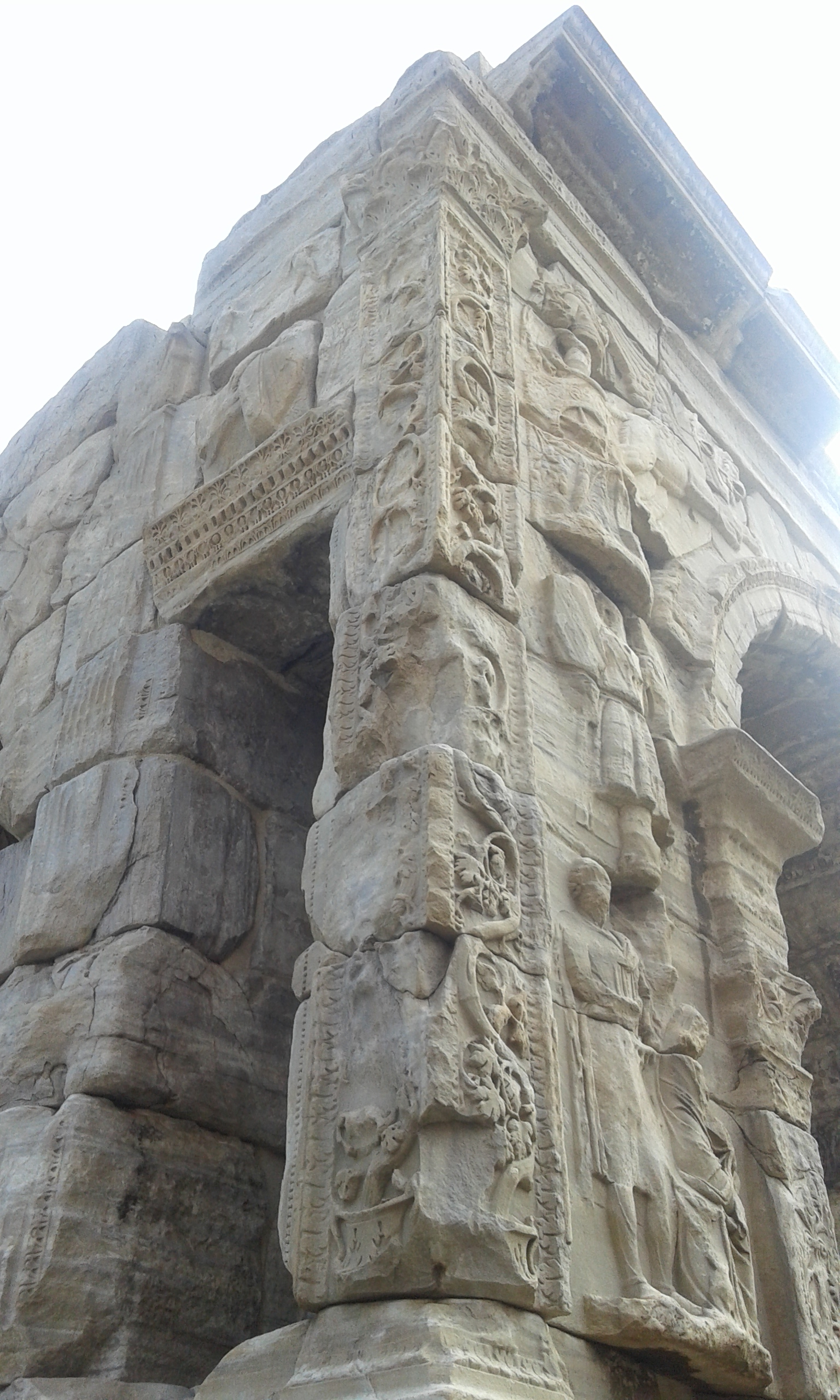
Côté gauche, char impérial et trophée.
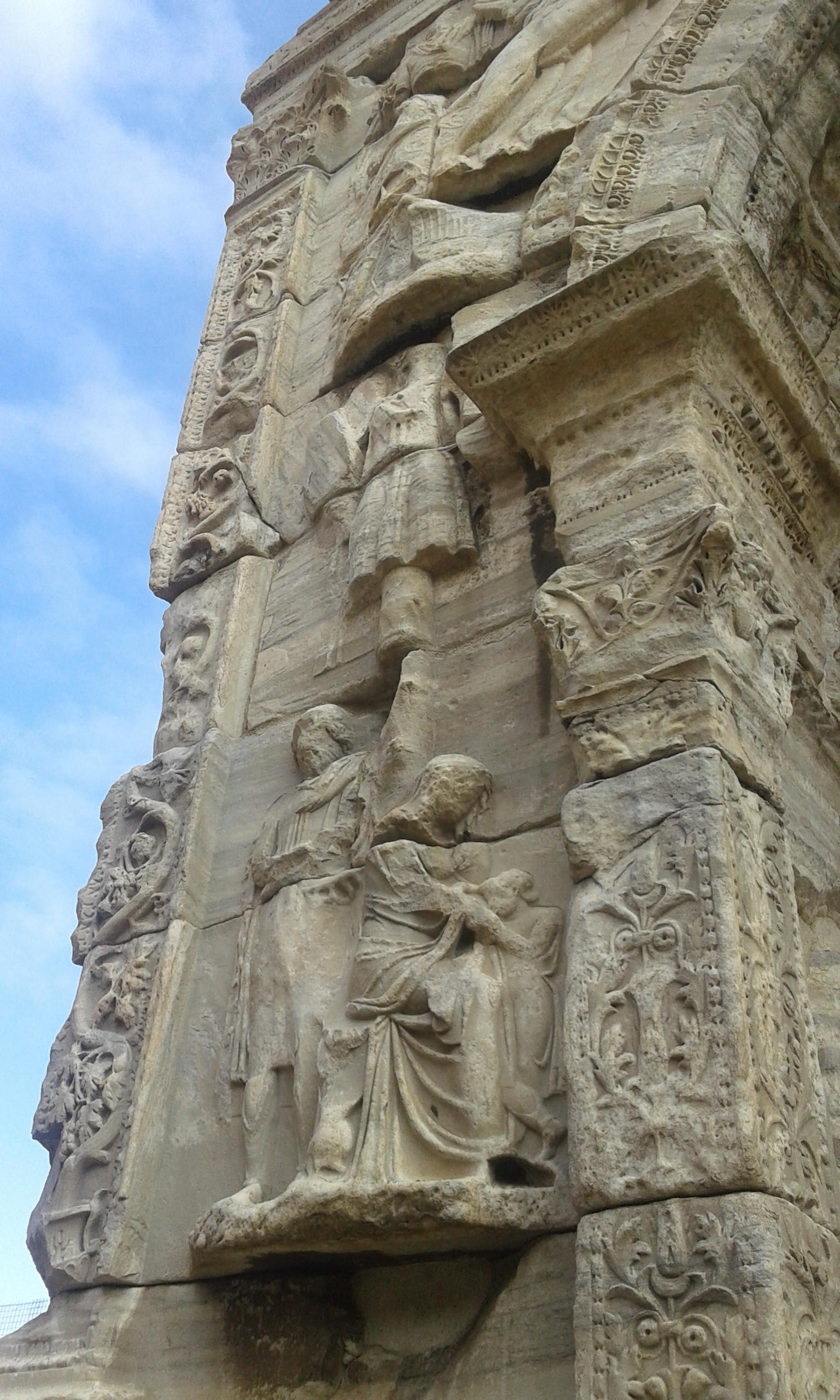
Côté gauche, trophée et captifs (?)
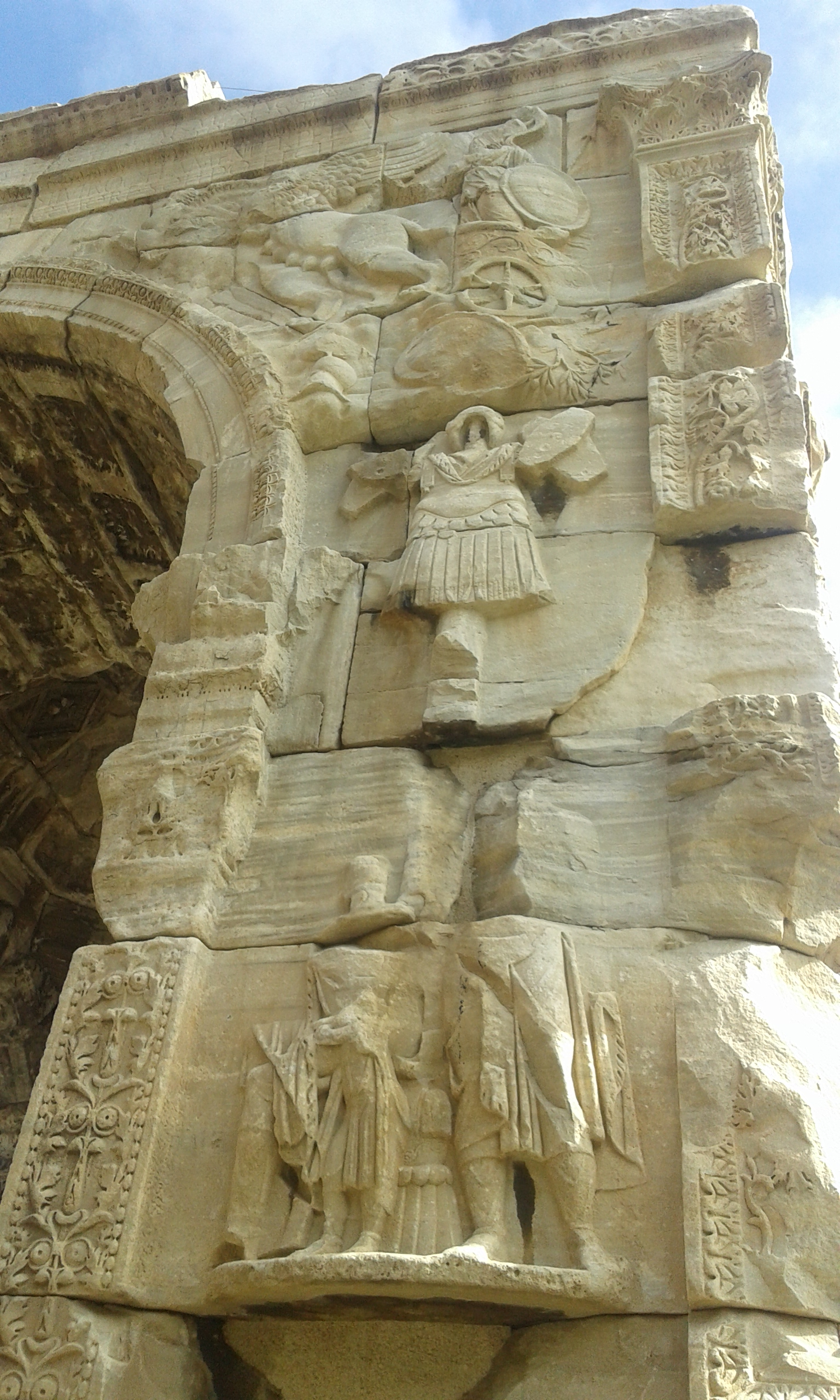
Côté droit, char de Rome et trophée.